# سيرجيو سيدونشا
سيرجيو سيدونشا (بالإسبانية: Sergio Cidoncha)‏ (27 أغسطس 1990 بإليسكوريال في إسبانيا - ) هو لاعب كرة قدم إسباني في مركز الوسط. لعب مع أتلتيكو مدريد ب وريال سرقسطة ونادي ألباسيتي وأتلتيكو مدريد ج.

## وصلات خارجية
- سيرجيو سيدونشا على موقع قاعدة بيانات كرة القدم.إي يو (الإنجليزية)
- سيرجيو سيدونشا على موقع Soccerbase.com (لاعب) (الإنجليزية)
- سيرجيو سيدونشا على موقع Soccerway.com (الإنجليزية)
- سيرجيو سيدونشا على موقع عالم كرة القدم.نت (الإنجليزية)
- سيرجيو سيدونشا على موقع AS.com (الإسبانية)